# Puchar Wysp Owczych w piłce nożnej (2004)
Puchar Wysp Owczych w piłce nożnej mężczyzn 2004 (far. Løgmanssteypið) – 50. edycja rozgrywek mających na celu wyłonienie zdobywcy Pucharu Wysp Owczych. Tytułu bronił klub B36 Tórshavn, a przejął go HB Tórshavn. Zwycięzca uzyskał prawo gry w kwalifikacjach Pucharu UEFA sezonu 2005/2006, jednak HB zdobył także pierwsze miejsce w lidze, przez co wystąpił w Lidze Mistrzów UEFA sezonu 2005/2006, co dało możliwość gry w Pucharze UEFA finaliście pucharu - NSÍ Runavík.

## Uczestnicy
W Pucharze Wysp Owczych wzięły udział drużyny z trzech najwyższych poziomów ligowych na archipelagu.
| Grający od rundy eliminacyjnej |                                                                                         |                               |
| 1. deild 2004 10 drużyn | 2. deild 2004 7 drużyn                                                                  | 3. deild 2004 2 drużyny       |
| - B36 Tórshavn - B68 Toftir - EB/Streymur - GÍ Gøta - HB Tórshavn - ÍF Fuglafjørður - KÍ Klaksvík - NSÍ Runavík - Skála ÍF - VB Vágur | - AB Argir - B71 Sandoy - FS Vágar - LÍF Leirvík - Royn Hvalba - SÍ Sumba - TB Tvøroyri | - Fram Tórshavn - SÍ Sørvágur |

## Terminarz
| Runda              | Data pierwszego meczu               | Data drugiego meczu | Uwagi                                 |
| ------------------ | ----------------------------------- | ------------------- | ------------------------------------- |
| Runda wstępna      | 2 marca 2004                        | nie rozgrywa się    | Udział rozpoczęły drużyny z 3. deild  |
| Runda eliminacyjna | 6 - 7 marca 2004 oraz 14 i 15 marca | nie rozgrywa się    | Udział rozpoczęły drużyny z 2. deild. |
| Runda grupowa      | 20 marca - 17 kwietnia 2004         | nie rozgrywa się    | Udział rozpoczęły drużyny z 1. deild. |
| Ćwierćfinał        | 8 i 9 maja 2004                     | nie rozgrywa się    |                                       |
| Półfinał           | 23 maja 2004                        | 3 lipca 2004        |                                       |
| Finał              | 29 lipca 2004                       | nie rozgrywa się    |                                       |

## Runda wstępna
W rundzie wstępnej zagrały dwie drużyny z 3. deild – SÍ Sørvágur oraz Fram Tórshavn.
| Drużyna 1    | Wynik | Drużyna 2     |
| ------------ | ----- | ------------- |
| 2 marca 2004 |       |               |
| SÍ Sørvágur  | 1:3   | Fram Tórshavn |

| 2 marca 2004                                                                                                 | SÍ Sørvágur                                                                                | 1:3   | Fram Tórshavn                                                     |                                                             |
| | ?? 86' (sam.)                                                                              | (0:0) | 58' Hegga Samuelsen · 68' Steingrímur Funding · 80' Terji Nielsen | á Dungasandi, Sørvágur Sędzia: Birgir Sondum (B36 Tórshavn) |
| Høgni Ole-Jacobsen 43' · Georg Haraldsen 84' · Jón Nielsen 87', 89' · Ragnar Niclasen 90' · Ingi Joensen 90' | 51' Tommy Jacobsen · 82' Uni Højgaard · 87' Jákup Petur Eliassen · 90' Teitur Ellingsgaard | (0:0) |                                                                   | á Dungasandi, Sørvágur Sędzia: Birgir Sondum (B36 Tórshavn) |

## Runda eliminacyjna
W rundzie eliminacyjnej zagrały drużyny występujące w 2. deild, a także Fram Tórshavn, który awansował z rundy wstępnej.

### 1. kolejka
| Drużyna 1    | Wynik   | Drużyna 2     |
| ------------ | ------- | ------------- |
| 6 marca 2004 |         |               |
| AB Argir     | 4:0     | B71 Sandoy    |
| TB Tvøroyri  | 2:1 pd. | Royn Hvalba   |
| 7 marca 2004 |         |               |
| FS Vágar     | 3:0     | Fram Tórshavn |
| SÍ Sumba     | 3:2 pd. | LÍF Leirvík   |

| 6 marca 2004 | AB Argir                                                             | 4:0   | B71 Sandoy |                                                          |
|              | Símin Hansen 7', 47' · Johnny Samuelsen 45' · Jan Berg Jørgensen 78' | (2:0) |            | Inni í Vika, Argir Sędzia: Páll Augustinussen (VB Vágur) |
|              | 18' Tummas Pauli Olsen                                               | (2:0) |            | Inni í Vika, Argir Sędzia: Páll Augustinussen (VB Vágur) |

| 6 marca 2004                     | TB Tvøroyri                                                                       | 2:1 (pd.)       | Royn Hvalba         |                                                        |
|                                  | Martin Østerbæk 6' · Óli Johannesen 103'                                          | (1:0, 1:1, 2:1) | 63' Njálur Niclasen | Sevmýri, Tvøroyri Sędzia: Lassin Isaksen (KÍ Klaksvík) |
| Bárður Dimon 43' · Kim Roest 59' | 14' Rúni Thomsen · 73' Magnar Næs · 95' Hilmar Sveinbjørnsson · 119' Poul Poulsen | (1:0, 1:1, 2:1) |                     | Sevmýri, Tvøroyri Sędzia: Lassin Isaksen (KÍ Klaksvík) |

| 7 marca 2004   | FS Vágar                                                        | 3:0   | Fram Tórshavn |                                        |
|                | Birgir Joensen 34' · Jack Johansen 47' · Tór-Ingar Akselsen 89' | (1:0) |               | Sędzia: Oddmar Andreasen (HB Tórshavn) |
| Rúni Olsen 53' | 13' Teitur Ellingsgaard                                         | (1:0) |               | Sędzia: Oddmar Andreasen (HB Tórshavn) |

| 7 marca 2004       | SÍ Sumba                                    | 3:2 (pd.)       | LÍF Leirvík                              |                                                           |
|                    | Norbert Łuczak 40', 119' · René Thomsen 89' | (1:0, 2:2, 2:2) | 57' Magni Høgnesen · 73' Sigfríður Olsen | á Krossinum, Sumba Sędzia: Sune Johansen (SÍF Sandavágur) |
| Sólfinn Kjærbo 21' | 100' Andreas Olsen                          | (1:0, 2:2, 2:2) |                                          | á Krossinum, Sumba Sędzia: Sune Johansen (SÍF Sandavágur) |

### 2. kolejka
| Drużyna 1          | Wynik | Drużyna 2 |
| ------------------ | ----- | --------- |
| 14 - 15 marca 2004 |       |           |
| FS Vágar           | 2:1   | SÍ Sumba  |
| TB Tvøroyri        | 2:1   | AB Argir  |

| 14 marca 2004          | FS Vágar                            | 2:1   | SÍ Sumba         |                                    |
|                        | Kim Poulsen 57' · Jack Johansen 81' | (0:0) | 52' Karl Lisberg | Sędzia: Eiler Rasmussen (Skála ÍF) |
| Hans Arni Ellefsen 48' | 16' Hans Jacob Thomsen              | (0:0) |                  | Sędzia: Eiler Rasmussen (Skála ÍF) |

| 15 marca 2004                            | TB Tvøroyri                                     | 2:1   | AB Argir               |                                                         |
|                                          | Martin Østerbæk 40' · Óli Johannesen 85'        | (1:0) | 69' Jan Berg Jørgensen | Sevmýri, Tvøroyri Sędzia: Petur Skarðenni (LÍF Leirvík) |
| Martin Østerbæk 57' · Óli Johannesen 78' | 68' Flóvin Jespersen · 90' Hans Jørgen Djurhuus | (1:0) |                        | Sevmýri, Tvøroyri Sędzia: Petur Skarðenni (LÍF Leirvík) |

## Runda grupowa
Udział w rundzie grupowej wzięły udział drużyny awansujące z rundy kwalifikacyjnej (FS Vágar oraz TB Tvøroyri) oraz kluby rozgrywające mecze w 1. deild.

### Grupa 1
| Lp. | Drużyna          | M | Z | R | P | Bramki | Bramki | Różn. | Pkt | Uwagi                     |
| --- | ---------------- | - | - | - | - | ------ | ------ | ----- | --- | ------------------------- |
| 1   | B36 Tórshavn (A) | 6 | 4 | 2 | 0 | 20     | 5      | +15   | 14  | Wejście do fazy finałowej |
| 2   | KÍ Klaksvík (A)  | 6 | 2 | 4 | 0 | 15     | 6      | +9    | 10  | Wejście do fazy finałowej |
| 3   | NSÍ Runavík (A)  | 6 | 2 | 2 | 2 | 15     | 12     | +3    | 8   | Wejście do fazy finałowej |
| 4   | FS Vágar         | 6 | 0 | 0 | 6 | 4      | 31     | −27   | 0   |                           |

| Gospodarz \ Gość | B36 | KÍ  | NSÍ | FSV |
| B36 Tórshavn     |     | 1:1 | 4:2 | 9:0 |
| KÍ Klaksvík      | 1:1 |     | 2:2 | 7:0 |
| NSÍ Runavík      | 1:2 | 1:1 |     | 6:2 |
| FS Vágar         | 0:3 | 1:3 | 1:3 |     |

| 20 marca 2004 | NSÍ Runavík                                                                                              | 1:2   | B36 Tórshavn           |                                                           |
| 15:00 WET     | Óli Hansen 79'                                                                                           | (0:1) | 9', 82' John Petersen  | við Løkin, Runavík Sędzia: Oddmar Andreasen (HB Tórshavn) |
| 15:00 WET     | Óli Hansen 42' · Jens Martin Knudsen 51' · Sjúrður Jacobsen 51' · Messias Perreira 87' · Kári Hansen 89' | (0:1) | 39' Arnbjørn Danielsen | við Løkin, Runavík Sędzia: Oddmar Andreasen (HB Tórshavn) |

| 20 marca 2004       | FS Vágar                   | 1:3   | KÍ Klaksvík                                           |                                     |
|                     | Jákup Mikkelsen 28' (sam.) | (1:1) | 32' Erling Fles · 73' (sam.) ? · 90' Julian Samuelsen | Sędzia: Dagfinn Forná (NSÍ Runavík) |
| Elfinn Ørvarodd 49' | 34' Niclas Niclassen       | (1:1) |                                                       | Sędzia: Dagfinn Forná (NSÍ Runavík) |

| 27 marca 2004 | KÍ Klaksvík                      | 2:2   | NSÍ Runavík                                 |                                                                 |
| 15:00 WET     | Erling Fles 9' · Jacob Bymar 90' | (1:1) | 27' Brynjolvur Nielsen · 54' Helgi Petersen | við Djúpumýrar, Klaksvík Sędzia: Sune Johansen (SÍF Sandavágur) |
| 15:00 WET     | 26' Kári Hansen                  | (1:1) |                                             | við Djúpumýrar, Klaksvík Sędzia: Sune Johansen (SÍF Sandavágur) |

| 27 marca 2004    | B36 Tórshavn | 9:0   | FS Vágar |                                                                            |
|                  | Kenneth Jacobsen 12' · Jens Kristian Hansen 20', 89' · Levi Hanssen 36' · Bárður Mortansson 41', 59', 64' · John Petersen 48' · Tórður Hentze 78' | (4:0) |          | Gundadalur (ovari vøllur), Thorshavn Sędzia: Petur Skarðenni (LÍF Leirvík) |
| Levi Hanssen 24' | 71' Alexandre da Silva Braga · 79' Búgvi Øster | (4:0) |          | Gundadalur (ovari vøllur), Thorshavn Sędzia: Petur Skarðenni (LÍF Leirvík) |

| 3 kwietnia 2004                                          | FS Vágar                                                   | 1:3   | NSÍ Runavík                                                |                                      |
|                                                          | Birgir Joensen 81'                                         | (0:2) | 21' Sjúrður Jacobsen · 36' Óli Hansen · 69' Helgi Petersen | Sędzia: Lassin Isaksen (KÍ Klaksvík) |
| Kim Poulsen 14' · Sjúrður Ellefsen 77' · Per Joensen 87' | 43' Kári Hansen · 83' Gert Langgaard · 87' Justinus Hansen | (0:2) |                                                            | Sędzia: Lassin Isaksen (KÍ Klaksvík) |

| 3 kwietnia 2004     | KÍ Klaksvík           | 1:1   | B36 Tórshavn          |                                                             |
|                     | Jan Andreasen 82'     | (0:0) | 64' Bárður Mortansson | við Djúpumýrar, Klaksvík Sędzia: Eiler Rasmussen (Skála ÍF) |
| Jákup Mikkelsen 64' | 48' Pól Thorsteinsson | (0:0) |                       | við Djúpumýrar, Klaksvík Sędzia: Eiler Rasmussen (Skála ÍF) |

| 8 kwietnia 2004     | B36 Tórshavn                                                                               | 4:2   | NSÍ Runavík                               |                                                                             |
|                     | Bárður Mortansson 1' · John Petersen 47' · Ronnie Samuelsen 76' · Alex José dos Santos 78' | (1:1) | 10' Helgi Petersen · 87' Sjúrður Jacobsen | Gundadalur (ovari vøllur), Thorshavn Sędzia: Sune Johansen (SÍF Sandavágur) |
| Heini í Skorini 85' | 34' Óli Hansen · 39' Andy Olsen · 65' Sjúrður Jacobsen                                     | (1:1) |                                           | Gundadalur (ovari vøllur), Thorshavn Sędzia: Sune Johansen (SÍF Sandavágur) |

| 8 kwietnia 2004 | KÍ Klaksvík                                                                                     | 7:0   | FS Vágar |                                                               |
|                 | Erling Fles 27', 49', 50' · Arnold Joensen 33' · Atli Danielsen 61', 87' · Julian Samuelsen 83' | (2:0) |          | við Djúpumýrar, Klaksvík Sędzia: Niklas á Líðarenda (GÍ Gøta) |

| 12 kwietnia 2004 | NSÍ Runavík     | 1:1   | KÍ Klaksvík     |                                                          |
| 15:00 WEST       | Kári Hansen 90' | (0:0) | 52' Jacob Bymar | við Løkin, Runavík Sędzia: Petur Skarðenni (LÍF Leirvík) |
| 15:00 WEST       | Jan Joensen     | (0:0) |                 | við Løkin, Runavík Sędzia: Petur Skarðenni (LÍF Leirvík) |

| 12 kwietnia 2004                     | FS Vágar                                  | 0:3   | B36 Tórshavn                                      |                                        |
|                                      |                                           | (0:3) | 33' Bárður Mortansson · 35', 38' Ronnie Samuelsen | Sędzia: Oddmar Andreasen (HB Tórshavn) |
| Birgir Joensen 76' · Búgvi Øster 86' | 65' Ronnie Samuelsen · 76' Klæmint Matras | (0:3) |                                                   | Sędzia: Oddmar Andreasen (HB Tórshavn) |

| 17 kwietnia 2004 | NSÍ Runavík                                                | 6:2   | FS Vágar                                   |                                                       |
| 15:00 WEST       | Helgi Petersen 3', 57', 68' · Gert Langgaard 14', 44', 63' | (3:0) | 52' Eyðfinn Fjallsbak · 83' Birgir Joensen | við Løkin, Runavík Sędzia: Eiler Rasmussen (Skála ÍF) |
| 15:00 WEST       | 48' Wellington Soares                                      | (3:0) |                                            | við Løkin, Runavík Sędzia: Eiler Rasmussen (Skála ÍF) |

| 17 kwietnia 2004 | B36 Tórshavn         | 1:1   | KÍ Klaksvík        |                                                                             |
|                  | Ronnie Samuelsen 76' | (0:0) | 57' Atli Danielsen | Gundadalur (ovari vøllur), Thorshavn Sędzia: Oddmar Andreasen (HB Tórshavn) |

### Grupa 2
| Lp. | Drużyna             | M | Z | R | P | Bramki | Bramki | Różn. | Pkt | Uwagi                     |
| --- | ------------------- | - | - | - | - | ------ | ------ | ----- | --- | ------------------------- |
| 1   | GÍ Gøta (A)         | 6 | 6 | 0 | 0 | 12     | 1      | +11   | 18  | Wejście do fazy finałowej |
| 2   | ÍF Fuglafjørður (A) | 6 | 4 | 0 | 2 | 19     | 8      | +11   | 12  | Wejście do fazy finałowej |
| 3   | B68 Toftir          | 6 | 1 | 1 | 4 | 4      | 9      | −5    | 4   |                           |
| 4   | TB Tvøroyri         | 6 | 0 | 1 | 5 | 5      | 22     | −17   | 1   |                           |

| Gospodarz \ Gość | GÍ  | ÍF  | B68 | TB  |
| GÍ Gøta          |     | 1:0 | 1:0 | 4:0 |
| ÍF Fuglafjørður  | 0:2 |     | 1:0 | 8:3 |
| B68 Toftir       | 0:1 | 2:5 |     | 1:0 |
| TB Tvøroyri      | 1:3 | 0:5 | 1:1 |     |

| 20 marca 2004                           | TB Tvøroyri                           | 1:3   | GÍ Gøta                                                    |                                                         |
|                                         | Einar Petersen 74' (k.)               | (0:3) | 7' Leivur Hansen · 10' Poul Arni Jacobsen · 26' Súni Olsen | Sevmýri, Tvøroyri Sędzia: Páll Augustinussen (VB Vágur) |
| Óli Johannesen 30' · Jón Johannesen 71' | 13' Leivur Hansen · 30' Hallur Hansen | (0:3) |                                                            | Sevmýri, Tvøroyri Sędzia: Páll Augustinussen (VB Vágur) |

| 21 marca 2004                            | B68 Toftir             | 2:5   | ÍF Fuglafjørður                                                        |                                                          |
|                                          | Mortan Hansen 49', 78' | (0:3) | 12', 40' Magni á Lakjuni · 45', 61' Bartal Eliasen · 65' Hanus Eliasen | Svangaskarð, Toftir Sędzia: Lassin Isaksen (KÍ Klaksvík) |
| Albert Sævarsson 68' · Oleif Joensen 76' |                        | (0:3) |                                                                        | Svangaskarð, Toftir Sędzia: Lassin Isaksen (KÍ Klaksvík) |

| 27 marca 2004                             | ÍF Fuglafjørður                                                  | 0:2   | GÍ Gøta                                  |                                                                 |
|                                           |                                                                  | (0:0) | 64' Hans Pauli Petersen · 90' Súni Olsen | í Fløtugerði, Fuglafjørður Sędzia: Birgir Sondum (B36 Tórshavn) |
| Bartal Eliasen 13' · Rúni Elttør 25', 90' | 20' Símun Louis Jacobsen · 30' Hanus Jacobsen · 40' Høgni Madsen | (0:0) |                                          | í Fløtugerði, Fuglafjørður Sędzia: Birgir Sondum (B36 Tórshavn) |

| 27 marca 2004      | TB Tvøroyri                                               | 1:1   | B68 Toftir        |                                                        |
|                    | Martin Østerbæk 35'                                       | (1:1) | 32' Mortan Hansen | Sevmýri, Tvøroyri Sędzia: Niklas á Líðarenda (GÍ Gøta) |
| Óli Johannesen 28' | 28' Albert Sævarsson · 40' Øssur Jacobsen · 69' Óli Olsen | (1:1) |                   | Sevmýri, Tvøroyri Sędzia: Niklas á Líðarenda (GÍ Gøta) |

| 3 kwietnia 2004 | GÍ Gøta           | 1:0   | B68 Toftir |                                                              |
|                 | Leivur Hansen 44' | (1:0) |            | Sarpugerði, Norðragøta Sędzia: Petur Skarðenni (LÍF Leirvík) |
|                 | 37' Herbert í Lon | (1:0) |            | Sarpugerði, Norðragøta Sędzia: Petur Skarðenni (LÍF Leirvík) |

| 3 kwietnia 2004 | TB Tvøroyri | 0:5 | ÍF Fuglafjørður                                                             |                   |
|                 |             |     | ?' Magni á Lakjuni · ?', ?' Bartal Eliasen · ?' (sam.) ? · ?' Hanus Eliasen | Sevmýri, Tvøroyri |

| 8 kwietnia 2004                    | GÍ Gøta                                                     | 4:0   | TB Tvøroyri |                                                             |
|                                    | Krzysztof Popczyński 3', 39', 68' · Hans Pauli Petersen 42' | (3:0) |             | Sarpugerði, Norðragøta Sędzia: Birgir Sondum (B36 Tórshavn) |
| Súni Olsen 84' · Poul Ennigarð 86' | 55' Mortan Enni · 77' Kim Roest · 85' Birgir Rasmussen      | (3:0) |             | Sarpugerði, Norðragøta Sędzia: Birgir Sondum (B36 Tórshavn) |

| 8 kwietnia 2004                                         | ÍF Fuglafjørður   | 1:0   | B68 Toftir |                                                                |
|                                                         | Hanus Eliasen 13' | (1:0) |            | í Fløtugerði, Fuglafjørður Sędzia: Dagfinn Forná (NSÍ Runavík) |
| Eyðolvur Reinert-Petersen 35' · Fritleif í Lambanum 72' | 30' Bogi Petersen | (1:0) |            | í Fløtugerði, Fuglafjørður Sędzia: Dagfinn Forná (NSÍ Runavík) |

| 12 kwietnia 2004                         | GÍ Gøta                                                                      | 1:0   | ÍF Fuglafjørður |                                                           |
|                                          | Krzysztof Popczyński 69'                                                     | (0:0) |                 | Sarpugerði, Norðragøta Sędzia: Eiler Rasmussen (Skála ÍF) |
| Atli Gregersen 36' · Súni Olsen 38', 39' | 10' Eyðolvur Reinert-Petersen · 11' Bartal Eliasen · 47' Fritleif í Lambanum | (0:0) |                 | Sarpugerði, Norðragøta Sędzia: Eiler Rasmussen (Skála ÍF) |

| 12 kwietnia 2004 | B68 Toftir                                                                                   | 1:0   | TB Tvøroyri |                                                          |
|                  | Øssur Hansen 25'                                                                             | (1:0) |             | Svangaskarð, Toftir Sędzia: Lassin Isaksen (KÍ Klaksvík) |
|                  | 75', 83' Óli Johannesen · 82' Jón Johannesen · 87' Hallur Christiansen · 90' Gullok Svalbard | (1:0) |             | Svangaskarð, Toftir Sędzia: Lassin Isaksen (KÍ Klaksvík) |

| 17 kwietnia 2004        | ÍF Fuglafjørður | 8:3   | TB Tvøroyri                                                        |                                                                  |
|                         | Magni á Lakjuni 15', 57' · Bartal Eliasen 22', 47', 59' · Hanus Eliasen 35' · Eyðolvur Reinert-Petersen 36' · Høgni á Lakjuni 77' | (4:1) | 19' Hallur Christiansen · 74' Bárður Dimon · 90' Olivur Abrahamsen | í Fløtugerði, Fuglafjørður Sędzia: Páll Augustinussen (VB Vágur) |
| Sverri Ellingsgaard 70' | | (4:1) |                                                                    | í Fløtugerði, Fuglafjørður Sędzia: Páll Augustinussen (VB Vágur) |

| 17 kwietnia 2004      | B68 Toftir                                         | 0:1   | GÍ Gøta                  |                                                            |
|                       |                                                    | (0:0) | 85' Krzysztof Popczyński | Svangaskarð, Toftir Sędzia: Sune Johansen (SÍF Sandavágur) |
| Mikkjal Thomassen 45' | 70' Leivur Hansen · 71', 80' Poul Henning Jacobsen | (0:0) |                          | Svangaskarð, Toftir Sędzia: Sune Johansen (SÍF Sandavágur) |

### Grupa 3
| Lp. | Drużyna         | M | Z | R | P | Bramki | Bramki | Różn. | Pkt | Uwagi                     |
| --- | --------------- | - | - | - | - | ------ | ------ | ----- | --- | ------------------------- |
| 1   | HB Tórshavn (A) | 6 | 5 | 0 | 1 | 15     | 8      | +7    | 15  | Wejście do fazy finałowej |
| 2   | VB Vágur (A)    | 6 | 4 | 0 | 2 | 18     | 11     | +7    | 12  | Wejście do fazy finałowej |
| 3   | EB/Streymur (A) | 6 | 2 | 1 | 3 | 8      | 13     | −5    | 7   | Wejście do fazy finałowej |
| 4   | Skála ÍF        | 6 | 0 | 1 | 5 | 8      | 17     | −9    | 1   |                           |

| Gospodarz \ Gość | HB  | VB  | EBS | SKÁ |
| HB Tórshavn      |     | 6:0 | 3:2 | 3:2 |
| VB Vágur         | 4:0 |     | 4:0 | 3:0 |
| EB/Streymur      | 0:2 | 2:1 |     | 2:1 |
| Skála ÍF         | 0:1 | 3:6 | 2:2 |     |

| 20 marca 2004                          | VB Vágur                                                    | 3:0   | Skála ÍF |                                                       |
|                                        | Anders Sørensen 70' · Mortan úr Hørg 79' · Poul Poulsen 90' | (0:0) |          | á Eiðinum, Vágur Sędzia: Birgir Sondum (B36 Tórshavn) |
| Milan Kuljić 43' · Jón Pauli Olsen 53' | 30' Dusan Jaić · 44' Hanus Thorleifsson                     | (0:0) |          | á Eiðinum, Vágur Sędzia: Birgir Sondum (B36 Tórshavn) |

| 20 marca 2004       | HB Tórshavn                                     | 3:2   | EB/Streymur            |                                                                           |
|                     | Hendrik Rubeksen 13' · Heine Fernandez 51', 87' | (1:1) | 3', 75' Sonni Petersen | Gundadalur (ovari vøllur), Thorshavn Sędzia: Niklas á Líðarenda (GÍ Gøta) |
| Heðin á Lakjuni 30' |                                                 | (1:1) |                        | Gundadalur (ovari vøllur), Thorshavn Sędzia: Niklas á Líðarenda (GÍ Gøta) |

| 27 marca 2004                           | EB/Streymur                            | 2:1   | VB Vágur         |                                                     |
|                                         | Sonni Petersen 33' · Sorin Anghel 50'  | (1:0) | 69' Milan Kuljić | inni í Dal, Eiði Sędzia: Eiler Rasmussen (Skála ÍF) |
| Marni Djurhuus 39' · Sonni Petersen 90' | 38' Símun Samuelsen · 70' Poul Poulsen | (1:0) |                  | inni í Dal, Eiði Sędzia: Eiler Rasmussen (Skála ÍF) |

| 27 marca 2004                            | Skála ÍF | 0:1   | HB Tórshavn    |                                                         |
|                                          |          | (0:1) | 45' Hans á Lag | Mýruhjalla, Skáli Sędzia: Páll Augustinussen (VB Vágur) |
| Iulian Florescu 43' · Bogi Gregersen 64' |          | (0:1) |                | Mýruhjalla, Skáli Sędzia: Páll Augustinussen (VB Vágur) |

| 3 kwietnia 2004                   | Skála ÍF                                        | 2:2   | EB/Streymur             |                                                          |
|                                   | Alexandur Johansen 50' · Hanus Thorleifsson 80' | (0:1) | 18', 67' Sonni Petersen | Mýruhjalla, Skáli Sędzia: Sune Johansen (SÍF Sandavágur) |
| Dusan Jaić 52' · Arnhold Berg 81' |                                                 | (0:1) |                         | Mýruhjalla, Skáli Sędzia: Sune Johansen (SÍF Sandavágur) |

| 3 kwietnia 2004                      | VB Vágur                                                                            | 4:0   | HB Tórshavn |                                                      |
|                                      | Símun Samuelsen 38' · Dan Djurhuus 53' · Milan Kuljić 59' · Palli Augustinussen 77' | (1:0) |             | á Eiðinum, Vágur Sędzia: Dagfinn Forná (NSÍ Runavík) |
| Jákup Olsen 13' · Mortan úr Hørg 56' | 15' Rógvi Jacobsen · 45' Janus Joensen · 70' Heðin á Lakjuni                        | (1:0) |             | á Eiðinum, Vágur Sędzia: Dagfinn Forná (NSÍ Runavík) |

| 8 kwietnia 2004                       | Skála ÍF                                                                   | 3:6   | VB Vágur                                                                                   |                                                          |
|                                       | Iulian Florescu 13' · Jónhard Frederiksberg 20' · Eugen Marian Stanciu 39' | (3:3) | 15' Anders Sørensen · 18', 53', 89' Mindaugas Grigalevicius · 30', 74' Palli Augustinussen | Mýruhjalla, Skáli Sędzia: Oddmar Andreasen (HB Tórshavn) |
| Arnhold Berg 64' · Bogi Gregersen 89' | 11' Dalius Staleliunas                                                     | (3:3) |                                                                                            | Mýruhjalla, Skáli Sędzia: Oddmar Andreasen (HB Tórshavn) |

| 8 kwietnia 2004                                                     | EB/Streymur                              | 0:2   | HB Tórshavn              |                                                       |
|                                                                     |                                          | (0:1) | 24', 78' Heine Fernandez | Inni í Dal, Eiði Sędzia: Lassin Isaksen (KÍ Klaksvík) |
| Hallur Jacobsen 49' · Jákup Martin Joensen 58' · Knút Vesturtún 90' | 76' Rúni Nolsøe · 84' Martin Christensen | (0:1) |                          | Inni í Dal, Eiði Sędzia: Lassin Isaksen (KÍ Klaksvík) |

| 12 kwietnia 2004                                                     | VB Vágur                                                                      | 4:0   | EB/Streymur |                                                       |
|                                                                      | Palli Augustinussen 15' · Dan Djurhuus 27' · Mindaugas Grigalevicius 35', 75' | (3:0) |             | á Eiðinum, Vágur Sędzia: Niklas á Líðarenda (GÍ Gøta) |
| Bjarni Johansen 33' · Milan Kuljić 55' · Mindaugas Grigalevicius 58' |                                                                               | (3:0) |             | á Eiðinum, Vágur Sędzia: Niklas á Líðarenda (GÍ Gøta) |

| 12 kwietnia 2004                              | HB Tórshavn                                     | 3:2   | Skála ÍF                                  |                                                                             |
|                                               | Heðin á Lakjuni 15', 87' · Hendrik Rubeksen 90' | (1:0) | 73' Ronni Hansen · 82' Alexandur Johansen | Gundadalur (ovari vøllur), Thorshavn Sędzia: Georg Rasmussen (B36 Tórshavn) |
| Símun Eliasen 52', 55' · Hallur Danielsen 73' | 68' Bárður Danielsen · 85' Hanus Thorleifsson   | (1:0) |                                           | Gundadalur (ovari vøllur), Thorshavn Sędzia: Georg Rasmussen (B36 Tórshavn) |

| 17 kwietnia 2004                                              | HB Tórshavn                                                                                  | 6:0   | VB Vágur |                                                                            |
|                                                               | Heine Fernandez 2' · Kári Nielsen 12' · Heðin á Lakjuni 45', 85' · Hendrik Rubeksen 78', 82' | (3:0) |          | Gundadalur (ovari vøllur), Thorshavn Sędzia: Petur Skarðenni (LÍF Leirvík) |
| Kári Nielsen · Rúni Nolsøe · Heine Fernandez · Rógvi Jacobsen | Milan Kuljić · Mindaugas Grigalevicius · Dan Djurhuus · Birgir Jørgensen                     | (3:0) |          | Gundadalur (ovari vøllur), Thorshavn Sędzia: Petur Skarðenni (LÍF Leirvík) |

| 17 kwietnia 2004                                | EB/Streymur                             | 2:1   | Skála ÍF                  |                                                      |
|                                                 | Sorin Anghel 67' · Fróði Clementsen 90' | (0:0) | 61' Jónhard Frederiksberg | Inni í Dal, Eiði Sędzia: Dagfinn Forná (NSÍ Runavík) |
| Hans Pauli Samuelsen 76' · Fróði Clementsen 78' | 56' Hanus Thorleifsson                  | (0:0) |                           | Inni í Dal, Eiði Sędzia: Dagfinn Forná (NSÍ Runavík) |

## Runda finałowa

### Drabinka
|  |                           |                 |                                     |                                          |       |             |                        |          |  |  |       |       |       |
|  | Ćwierćfinał               | Ćwierćfinał     | Ćwierćfinał                         |                                          |       | Półfinał    | Półfinał               | Półfinał |  |  | Finał | Finał | Finał |
|  | Ćwierćfinał               | Ćwierćfinał     | Ćwierćfinał                         |                                          |       | Półfinał    | Półfinał               | Półfinał |  |  | Finał | Finał | Finał |
|  | 08.05.2004 – Norðragøta   |                 |                                     |                                          |       |             |                        |          |  |  |       |       |       |
|  |                           |                 |                                     |                                          |       |             |                        |          |  |  |       |       |       |
|  | GÍ Gøta                   | GÍ Gøta         | 0                                   |                                          |       |             |                        |          |  |  |       |       |       |
|  | GÍ Gøta                   | GÍ Gøta         | 0                                   | 23.05./03.07.2004 – Runavík/Fuglafjørður |       |             |                        |          |  |  |       |       |       |
|  | NSÍ Runavík               | NSÍ Runavík     | 1                                   |                                          |       |             |                        |          |  |  |       |       |       |
|  | NSÍ Runavík               | NSÍ Runavík     | 1                                   |                                          |       | NSÍ Runavík | NSÍ Runavík            | 0/3/3    |  |  |       |       |       |
|  | 08.05.2004 – Fuglafjørður |                 |                                     |                                          |       | NSÍ Runavík | NSÍ Runavík            | 0/3/3    |  |  |       |       |       |
|  |                           |                 | ÍF Fuglafjørður                     | ÍF Fuglafjørður                          | 0/2/2 |             |                        |          |  |  |       |       |       |
|  | ÍF Fuglafjørður           | ÍF Fuglafjørður | ÍF Fuglafjørður                     | ÍF Fuglafjørður                          | 0/2/2 | 2           |                        |          |  |  |       |       |       |
|  | ÍF Fuglafjørður           | ÍF Fuglafjørður |                                     |                                          |       | 2           | 29.07.2004 – Thorshavn |          |  |  |       |       |       |
|  | KÍ Klaksvík               | KÍ Klaksvík     | 1                                   |                                          |       |             |                        |          |  |  |       |       |       |
|  | KÍ Klaksvík               | KÍ Klaksvík     | 1                                   |                                          |       | NSÍ Runavík | NSÍ Runavík            | 1        |  |  |       |       |       |
|  | 08.05.2004 – Thorshavn    |                 |                                     |                                          |       | NSÍ Runavík | NSÍ Runavík            | 1        |  |  |       |       |       |
|  |                           |                 | HB Tórshavn                         | HB Tórshavn                              | 3     |             |                        |          |  |  |       |       |       |
|  | HB Tórshavn               | HB Tórshavn     | HB Tórshavn                         | HB Tórshavn                              | 3     | 7           |                        |          |  |  |       |       |       |
|  | HB Tórshavn               | HB Tórshavn     | 23.05./03.07.2004 – Vágur/Thorshavn |                                          |       | 7           |                        |          |  |  |       |       |       |
|  | EB/Streymur               | EB/Streymur     | 1                                   |                                          |       |             |                        |          |  |  |       |       |       |
|  | EB/Streymur               | EB/Streymur     | 1                                   |                                          |       | HB Tórshavn | HB Tórshavn            | 1/2/3    |  |  |       |       |       |
|  | 09.05.2004 – Thorshavn    |                 |                                     |                                          |       | HB Tórshavn | HB Tórshavn            | 1/2/3    |  |  |       |       |       |
|  |                           |                 | VB Vágur                            | VB Vágur                                 | 1/0/1 |             |                        |          |  |  |       |       |       |
|  | B36 Tórshavn              | B36 Tórshavn    | VB Vágur                            | VB Vágur                                 | 1/0/1 | 1(3)        |                        |          |  |  |       |       |       |
|  | B36 Tórshavn              | B36 Tórshavn    |                                     |                                          |       |             |                        |          |  |  |       |       |       |
|  | VB Vágur                  | VB Vágur        | 1(4)                                |                                          |       |             |                        |          |  |  |       |       |       |
|  | VB Vágur                  | VB Vágur        | 1(4)                                |                                          |       |             |                        |          |  |  |       |       |       |

### Ćwierćfinały
| Drużyna 1       | Wynik            | Drużyna 2   |
| --------------- | ---------------- | ----------- |
| 8 maja 2004     |                  |             |
| GÍ Gøta         | 0:1 pd.          | NSÍ Runavík |
| ÍF Fuglafjørður | 2:1              | KÍ Klaksvík |
| HB Tórshavn     | 7:1              | EB/Streymur |
| 9 maja 2004     |                  |             |
| B36 Tórshavn    | 1:1 pd. (k. 3:4) | VB Vágur    |

| 8 maja 2004                                                                                                 | GÍ Gøta                                 | 0:1 (pd.)       | NSÍ Runavík     |                                                              |
| |                                         | (0:0, 0:0, 0:0) | 117' Andy Olsen | Sarpugerði, Norðragøta Sędzia: Páll Augustinussen (VB Vágur) |
| Vitus Kofoed 45' · Súni Olsen 62' · Atli Gregersen 67' · Hans Pauli Petersen 108' · Poul Arni Jacobsen 116' | 27' Kári Hansen · 100', 118' Andy Olsen | (0:0, 0:0, 0:0) |                 | Sarpugerði, Norðragøta Sędzia: Páll Augustinussen (VB Vágur) |

| 8 maja 2004                                             | ÍF Fuglafjørður                                    | 2:1   | KÍ Klaksvík           |                                                                 |
|                                                         | Eyðolvur Reinert-Petersen 44' · Bartal Eliasen 84' | (1:1) | 43' Stig-Edvin Aksnes | í Fløtugerði, Fuglafjørður Sędzia: Birgir Sondum (B36 Tórshavn) |
| Bartal Eliasen 24' · Eyðolvur Reinert-Petersen 71', 90' | 34' Marek Wierzbicki · 87' Atli Danielsen          | (1:1) |                       | í Fløtugerði, Fuglafjørður Sędzia: Birgir Sondum (B36 Tórshavn) |

| 8 maja 2004 | HB Tórshavn | 7:1   | EB/Streymur              |                                                                             |
|             | Heðin á Lakjuni 16' · Rógvi Jacobsen 17', 89' · Símun Eliasen 60' · Heine Fernandez 73', 75' · Gert Hansen 80' (sam.) | (2:0) | 65' Hans Pauli Samuelsen | Gundadalur (ovari vøllur), Thorshavn Sędzia: Sune Johansen (SÍF Sandavágur) |
|             | 47' Hallur Jacobsen · 55' Sonni Petersen                                                                              | (2:0) |                          | Gundadalur (ovari vøllur), Thorshavn Sędzia: Sune Johansen (SÍF Sandavágur) |

| 9 maja 2004                                                 | B36 Tórshavn                                  | 1:1 (pd.)                                                                   | VB Vágur             |                                                                           |
|                                                             | Alex José dos Santos 90'                      | (0:1, 1:1, 1:1, k. 3:4)                                                     | 25' Birgir Jørgensen | Gundadalur (ovari vøllur), Thorshavn Sędzia: Lassin Isaksen (KÍ Klaksvík) |
| Arnbjørn Danielsen 30' · Egil á Bø 108' · Levi Hanssen 110' | 34' Palli Augustinussen · 78' Símun Samuelsen | (0:1, 1:1, 1:1, k. 3:4)                                                     |                      | Gundadalur (ovari vøllur), Thorshavn Sędzia: Lassin Isaksen (KÍ Klaksvík) |
| · Egil á Bø · Bárður Mortansson · John Petersen             | Rzuty karne                                   | · Mindaugas Grigalevicius · Anders Sørensen · Jákup Olsen · Símun Samuelsen |                      | Gundadalur (ovari vøllur), Thorshavn Sędzia: Lassin Isaksen (KÍ Klaksvík) |

### Półfinały
| Drużyna 1                            | Wynik dwumeczu | Drużyna 2       | Pierwszy mecz | Drugi mecz |
| ------------------------------------ | -------------- | --------------- | ------------- | ---------- |
| NSÍ Runavík                          | 3 – 2          | ÍF Fuglafjørður | 0:0           | 3:2        |
| VB Vágur                             | 1 – 3          | HB Tórshavn     | 1:1           | 0:2        |
| Po lewej gospodarz pierwszego meczu. |                |                 |               |            |

#### Pierwsze mecze
| 23 maja 2004 | NSÍ Runavík                        | 0:0   | ÍF Fuglafjørður |                                                         |
| 15:00 WEST   |                                    | (0:0) |                 | við Løkin, Runavík Sędzia: Lassin Isaksen (KÍ Klaksvík) |
| 15:00 WEST   | Dánial Hansen 70' · Andy Olsen 84' | (0:0) | 34' Rúni Elttør | við Løkin, Runavík Sędzia: Lassin Isaksen (KÍ Klaksvík) |

| 23 maja 2004                             | VB Vágur                                 | 1:1   | HB Tórshavn               |                                                      |
|                                          | Mindaugas Grigalevicius 45'              | (1:0) | 61' (k.) Vagnur Mortensen | á Eiðinum, Vágur Sędzia: Dagfinn Forná (NSÍ Runavík) |
| Dalius Staleliunas 11' · Jákup Olsen 73' | 45' Vagnur Mortensen · 75' Janus Joensen | (1:0) |                           | á Eiðinum, Vágur Sędzia: Dagfinn Forná (NSÍ Runavík) |

#### Rewanże
| 3 lipca 2004 | ÍF Fuglafjørður                         | 2:3   | NSÍ Runavík                             |                            |
|              | Bartal Eliasen ?' · Magni á Lakjuni 85' | (0:1) | 25' Helgi Petersen · 55', ?' Andy Olsen | í Fløtugerði, Fuglafjørður |

| 3 lipca 2004 | HB Tórshavn                               | 2:0   | VB Vágur |                                                                             |
|              | Jákup á Borg 19' · Heine Fernandez 90'    | (1:0) |          | Gundadalur (ovari vøllur), Thorshavn Sędzia: Sune Johansen (SÍF Sandavágur) |
|              | 77' Mortan úr Hørg · 90' Birgir Jørgensen | (1:0) |          | Gundadalur (ovari vøllur), Thorshavn Sędzia: Sune Johansen (SÍF Sandavágur) |

## Finał
| 29 lipca 2004 | NSÍ Runavík · Helgi Petersen 49'  | 1:3(0:2)Raport | HB Tórshavn · 22' Heine Fernandez · 36' Rókur Jespersen · 63' Páll Joensen | Tórsvøllur, Thorshavn Sędzia: Sune Johansen (SÍF Sandavágur) |
|               | kartki: · Jens Martin Knudsen 12' |                | kartki: · 55' Símun Eliasen · 75' Kári Nielsen · 90' Rasmus Nolsøe         |                                                              |

|                     |    |                         |
|                     |    |                         |
| BR                  | 1  | Jens Martin Knudsen 12' |
| OB                  | 3  | Óli Hansen              |
| OB                  | 9  | Helgi Petersen          |
| OB                  | 15 | Brynjolvur Nielsen 68'  |
| PO                  | 4  | Dánial Hansen           |
| PO                  | 6  | Ian Højgaard            |
| PO                  | 7  | Gert Langgaard 12'      |
| PO                  | 8  | Jónstein Petersen       |
| PO                  | 10 | Justinus Hansen 46'     |
| PO                  | 11 | Aleksandar Jovević      |
| NA                  | 13 | Andy Olsen              |
| Rezerwowi:          |    |                         |
| BR                  | 12 | Jákup Emil Hansen 12'   |
| BR                  | 16 | Tórður Thomsen          |
| OB                  | 2  | Áki Hansen              |
| OB                  | 20 | Jóhan Davidsen 68'      |
| PO                  | 5  | Kári Hansen 46'         |
| PO                  | 19 | Einar Tróndargjógv      |
| NA                  | 14 | Eddie Mikkelsen         |
| Trener:             |    |                         |
| Jógvan Martin Olsen |    |                         |

|                 |    |                       |
|                 |    |                       |
| BR              | 1  | Bárður Johannesen     |
| OB              | 4  | Janus Joensen         |
| OB              | 15 | Símun Eliasen 55'     |
| OB              | 18 | Hallur Danielsen      |
| OB              | 19 | Vagnur Mortensen      |
| PO              | 7  | Rúni Nolsøe           |
| PO              | 8  | Rógvi Jacobsen        |
| PO              | 10 | Rókur Jespersen 65'   |
| PO              | 14 | Kári Nielsen 75'      |
| NA              | 11 | Heine Fernandez 46'   |
| NA              | 20 | Heðin á Lakjuni 77'   |
| Rezerwowi:      |    |                       |
| BR              | 21 | Pól Joensen           |
| OB              | 3  | Eli Thorsteinsson     |
| OB              | 6  | Jan Dam 65'           |
| OB              | 17 | Rasmus Nolsøe 77' 90' |
| PO              | 12 | Emil Leifsson         |
| NA              | 22 | Hendrik Rubeksen      |
| NA              | 24 | Páll Joensen 46'      |
| Trener:         |    |                       |
| Heine Fernandez |    |                       |

| Zdobywca Pucharu Wysp Owczych 2004 |
| HB Tórshavn 26. tytuł              |
| ---------------------------------- |